# Пенгітов Микола Тихонович
Микола Пенгітов(28 березня 1914, дер. Старокрещено, Уржумський повіт, Вятська губернія, Російська імперія — 3 жовтня 1994, Йошкар-Ола, Республіка Марій Ел) — марійський філолог, фольклорист, педагог, історик гірськомарійської мови. Відомий фінно-угрознавець. Один із головних діячів з відродження марійського мовознавства після сплеску окупаційного терору 1930-х. Автор понад 50-ти наукових та навчально-методичних робіт, підручників.

## Життєпис
Закінчив Яранський педагогічний технікум (1932), Марійський педагогічний інститут (1936) та аспірантуру Інституту мовознавства Академії Наук (1951). Завуч Марі-Турекської середньої школи (1936–1937), викладач в Марі-Біляморському педагогічному училищі (1937–1941), шкільний інспектор Новотор'яльського РОНО (1941–1942), директор Сернурського педагогічного училища (1942–1943), в. о. завідувача кафедри марійської мови та літератури Марійського педагогічного інституту (1943–1948), завідувач кафедри марійської мови та літератури Марійського педагогічного інституту (1951–1956, 1960–1975). Директор Марійського науково-дослідного інституту мови, літератури та історії (1956–1960).
Науковий керівник видання багатотомної граматики марійської мови (1960-1961). Ініціатор, діяльний учасник підготовки нового покоління марійських лінгвістів; серед його учнів: Дмитро Казанцев, Гурій Лаврентьєв, Федір Гордєєв, Іван Іванов.

## Наукові, вчені та почесні звання і ступені
- Кандидат філологічних наук з марійської мови (другий в історії науки Марій Ел; 1951)
- Професор (1962)

## Пам'ять
- Меморіальна дошка на будинку в Йошкар-Олі/